# Едгардс Варданянс
Едгардс Варданянс (латис. Edgars Vardanjans, нар. 9 травня 1993, Єреван) — латвійський футболіст, півзахисник клубу «Спартакс» (Юрмала).
Виступав, зокрема, за клуб «МЕТТА/ЛУ», а також національну збірну Латвії.

## Клубна кар'єра
У дорослому футболі дебютував 2010 року виступами за команду клубу «МЕТТА/ЛУ», в якій провів шість сезонів, взявши участь у 165 матчах чемпіонату. Більшість часу, проведеного у складі «МЕТТА/ЛУ», був основним гравцем команди.
До складу клубу «Спартакс» (Юрмала) приєднався 2017 року. Станом на 8 липня 2018 року відіграв за юрмальський клуб 19 матчів в національному чемпіонаті.

## Виступи за збірні
У 2011 році дебютував у складі юнацької збірної Латвії, взяв участь у 10 іграх на юнацькому рівні, відзначившись 2 забитими голами.
Протягом 2012–2014 років залучався до складу молодіжної збірної Латвії. На молодіжному рівні зіграв у 27 офіційних матчах.
У 2017 році дебютував в офіційних матчах у складі національної збірної Латвії.